# Marc Durin-Valois
 (août 2012).
Si vous disposez d'ouvrages ou d'articles de référence ou si vous connaissez des sites web de qualité traitant du thème abordé ici, merci de compléter l'article en donnant les références utiles à sa vérifiabilité et en les liant à la section « Notes et références ».
Marc Durin-Valois, né à Albi, est un psychologue et romancier français.

## Biographie
Né à Albi, Marc Durin-Valois est éduqué dans des écoles américaines aux États-Unis (Rye, État de New York), puis à Kampala, en Ouganda (sous la dictature d'Idi Amin Dada). Il suit ensuite sa famille à Nassau aux Bahamas.[réf. nécessaire].
Après des études en France à Sciences Po en 1981 et HEC en 1984, il commence une carrière de journaliste, spécialisé sur les thématiques internationales. En mars 1985 dans une longue enquête parue dans Le Spectacle du monde (« Si la guerre éclatait »), il pointe l'absence d'abris antiatomiques en cas d'attaque nucléaire sur la France. Proche du ministre Michel Jobert, gaulliste de gauche, il participe au lancement du quotidien Paris ce soir[réf. nécessaire].  
Il exerce parallèlement différents métiers, directeur de communication, éditeur et enseignant[réf. nécessaire].
Il collabore à de nombreux magazines, dont la revue de philosophie Archopolis, Le Figaro, Pouvoir d'Entreprise et Stratégies, le magazine leader en France dans le domaine des médias et de la publicité dont il sera le directeur de rédaction avant de se consacrer à la littérature et à l'étude de la psychologie. Il rejoint pour cela la chaire de psychologie du travail du Conservatoire national des arts et métiers dirigée par le psychiatre Christophe Dejours et le chercheur en psychologie Yves Clot.[réf. nécessaire].
Ses romans ont obtenu une dizaine de prix littéraires dont le Prix des cinq continents de la francophonie, le Prix national des Bibliothèques, le Prix Tropiques, le Prix Amerigo-Vespucci, le Prix Edmée-de-La-Rochefoucauld. 
Son roman L'Empire des solitudes, en sélection finale du Prix Interallié, décrit la folie d'un dictateur paranoïaque inspiré du dictateur sanguinaire Idi Amin Dada que son père a conseillé pendant plusieurs années en Ouganda.  Chamelle, élu l'un des vingt meilleurs livres de l'année par le magazine Lire, a été adapté au cinéma par Marion Hänsel sous le titre Si le vent soulève les sables. Sélectionné au festival de San Sebastian, le film  a reçu une dizaine de distinctions internationales dont le Grand Prix du Festival mondial du film d'aventure de Manaus. 
Son ouvrage sur le pilote-météo du bombardement atomique d'Hiroshima, La Dernière nuit de Claude Eatherly, paru chez l'éditeur Plon, a été présenté comme « un livre relatant l'incroyable histoire de l'ère atomique » (France Info), « plongée ébouriffante dans une Amérique décomplexée par le nucléaire, ivre de sa toute puissance » (Fémitude).[réf. nécessaire]
Il est membre du comité du prix littéraire « Tropiques » de l’Agence française de développement, aux côtés de Paule Constant[réf. nécessaire].
Il est diplômé en psychologie du CNAM avec une spécialisation sur les risques, les conflits et les personnalités borderline. Il exerce son activité dans les entreprises et en cabinet à Paris.[réf. nécessaire]
Ses articles sont signés Marc Durin tandis que les ouvrages, pour éviter les confusions avec des auteurs homonymes, sont publiés sous le nom de Durin-Valois.

## Regards sur l'œuvre
Marc Durin-Valois figure parmi les romanciers inscrits dans une littérature française ouverte sur le monde et notamment les États-Unis et l'Afrique, où l’auteur passa sa jeunesse.
Ses romans alternent entre des sagas comme L'Empire des solitudes, qui « renoue avec les grandes fables de la littérature européenne, depuis Ernst Jünger jusqu'à Ismaïl Kadaré en passant par le Saint-Exupéry de Citadelle » selon Sébastien Lapaque dans Le Figaro littéraire[réf. nécessaire], ou Noir prophète, « le roman fleuve de la mondialisation » pour Patrick Girard de Marianne[réf. nécessaire], et des fictions plus intimistes comme Le Diable est dans les détails, Les Pensées sauvages paru en 2011, ou Chamelle, [réf. nécessaire], élu par Lire dans le palmarès des vingt meilleurs livres de l'année, tous pays et genres confondus. Adapté au cinéma par Marion Hänsel sous le titre Si le vent soulève les sables, le film a reçu une dizaine de récompenses internationales dans plusieurs pays, en Europe (Finlande, France, Norvège, Allemagne) aux  États-Unis et au Canada (Toronto).[réf. nécessaire].
Son ouvrage de 2012 La Dernière nuit de Claude Eatherly est le produit de trois années de recherche consacrées au nucléaire militaire américain et à  la vie du pilote-éclaireur du bombardement atomique d'Hiroshima, Claude Eatherly, devenu une figure mondiale et controversée du pacifisme anti-nucléaire et un braqueur de banques et commerces, plusieurs fois interné.

## Œuvre

### Romans
- 2001 : L'Empire des solitudes, Éditions Jean-Claude Lattès et Le Livre de poche
- 2002 : Chamelle, J.-C. Lattès et Le Livre de Poche (2004 et 2009)[7]
- 2003 : Le Diable est dans les détails, J.-C. Lattès et Le Livre de Poche (2005)[8]
- 2004 : Noir prophète, J.-C. Lattès et Le Livre de Poche (2006)[9]
- 2010 : Les Pensées sauvages, Plon
- 2012 : La Dernière Nuit de Claude Eatherly, Plon

### Essais, scénarios, autres écrits
- 1985 : Les Enjeux de la défense française[réf. souhaitée], éditions L'Armement
- 1986 et suivantes : Le Guide des entreprises qui recrutent[réf. souhaitée], publication annuelle aux éditions L'Étudiant
- 1988 : L'architecture du Futuroscope[réf. souhaitée], ouvrage de photographies aux éditions Beaux livres
- 2006 : co-scénariste, avec la réalisatrice et productrice Marion Hänsel, du film Si le vent soulève les sables
- 2013 : Mythic 27, ouvrage illustré collectif par 27 écrivains aux éditions Gotham-Lab[10]
- 2019 : scénariste du long métrage La Dernière nuit de Claude Eatherly, inspiré de son roman-fiction (Plon) sur la vie de Claude Eatherly et sur l'histoire de l'arme atomique.